# Şehrazat Söylemezoğlu
Şehrazat Kemali Söylemezoğlu, más conocida por su nombre artístico, Şehrazat y Şehro (Angora, República de Turquía, 15 de septiembre de 1952) es una cantante, compositora, productora musical y música.

## Discografía

### Álbumes de estudio
- 1968 İki Gölge
- 1968 Dün Gece
- 1969 Beni Unutma
- 1969 İmkânsız Aşk
- 1973 Kelebek
- 1974 Dili Dost, Kalbi Düşman
- 1974 Söz Sevgilim, Söz (ft. Cömert Baykent)
- Años 1970 Kolkola
- Años 1970 Ne Kapımı Çalan Var
- Años 1970 Nerede olsan
- 1980 Sevemedim Karagözlüm[3]
- 1980 Hürüm Artık
- 1980 Bahşiş
- 1980 Seni Sevmişim
- 1981 Sevdim Genç Bir Adamı
- 1981 Kendim Ettim, Kendim Buldum (Eyvah)
- 1981 Yanında
- 1981 Aşk Bir Kumarsa
- 1981 Kulakların Çınlasın
- 1981 Lay la, Lay la (Yaşamaya Bak Sen)
- 2002 Bak Bir Varmış Bir Yokmuş: 60'lı ve 70'li Yılların Orijinal Kayıtları
- 2007 Our Golden Songs
- 2008 Çınar Vol. I

## Premios y nominaciones
- 1970 Revista Hey — Una de las cantantes más prometedoras en 1970
- 1998 Kral TV — Premio de Honor
- 2003 Kral TV — Compositor del año